# Батьківщина (товариство)
Товариство «Батьківщина» — військове українське товариство, засноване у квітні 1918 року в Києві українськими старшинами з «Братства Самостійників». Більшість його членів належала до Української партії соціалістів-самостійників.
20 березня (2 квітня) 1918 р. на шпальтах газети «Нова Рада» було розміщено об'яву про запис до новоствореного товариства. Записуватися у члени було слід у секретаря УПСС Івана Андрущенка. Товариство було оформлено як клуб старшин «Батьківщина», який гуртував військових старшин, серед яких провадилася і культурно-освітня та політична праця. Живу участь у діяльності цієї організації брав Валентин Отамановський і деякі інші «братчики», а також військові, що належали до Української партії соціалістів-самостійників та «Союзу Української Державности».
Очолювали товариство директор «Батьківщини» штабротмістр Іван Андрущенко та Олександр Греків (у серпні-листопаді 1918 року). Знаходилося товариство у будинку за адресою м. Київ, вул. Прорізна, будинок 19 (нині будинок 17), який отримало на підставі реквізиції (колишнє гарнізонне зібрання). Наприкінці серпня 1918 року у товариства виник публічний конфлікт з Молодим театром, який розраховував використовувати приміщення товариства для своїх вистав. Конфлікт було залагоджено: Рада товариства, 12 липня ухвалила рішення звільнити цілком і передати до розпорядження Молодого театру все помешкання по Прорізній вулиці № 19.
Повідомлялося, що у вересні 1918 року Партія соціалістів-самостійників, яка була засновницею «Батьківщини», винесла постанову (надруковану в усіх, українських газетах), якою відкликала всіх своїх членів з «Батьківщини» і разом застерегла їх надалі вступати в це товариство. Це, своєю чергою, спричинило, що й Об'єднані ради студентів українців відкликали з товариства своїх членів. Оскільки зазначену постанову було ухвалено за відсутності багатьох членів центрального комітету партії соціалістів-самостійників, було ухвалено вважати її не обов'язковою до виконання, а саме товариство реорганізувати та провести ревізію його діяльності. Пізніше, на початку жовтня, було опубліковано повідомлення, що постанови партії Соціалістів самостійників про вихід членів партії з військово-політичної організації «Батьківщина», про усунення із партії Й. Маєвського та С. Макаренка недійсні.
У середині вересня 1918 року збори українських офіцерів, урядовців, лікарів, козаків організували у Харкові філію товариства «Батьківщина». У листопаді 1918 року, під головуванням Тригубова-Пасинка, також діяла Мелітопільська філія, повідомлялося й про відкриття філії у Могильові-Подільському.
Незважаючи на те, що деякі члени товариства працювали в урядових структурах гетьманського уряду та Генеральному штабі (Олександр Греків, Олександр Осецький, Віктор Павленко, Всеволод Петрів, Василь Тютюнник), вони фактично знаходились в опозиції до гетьманської влади і в листопаді 1918 р. приєдналися до Антигетьманського повстання.
Також до відомих членів товариства належали: полковник Армії УНР, голова харківської філії товариства, Митрофан Попсуй-Шапка, голова Мелітопольської філії Тригубів-Пасинок, полковник, голова кооперативу товариства, Костянтин Вротновський-Сивошапка, полковник Самсон Хілобоченко, підполковник Армії УНР Йосип Біденко, підполковник Дієвої армії УНР Борис Хословський, член ради товариства А. Ліхнякевич, завідувач майстерень товариства О. Тлуховський, старший лейтенант Михайло Білинський, Валентин Отамановський, інженер Павло Кугій, Калюжний, Вемдорський.
При товаристві функціонував кооператив, крамниця (вулиця Пушкінська, будинок 39), шевська та кравецька майстерні, бюро праці, хор, ресторан (вулиця Фундуклеївська, 20/22), бюро перекладів, було закладено українську бібліотеку, розпочато курси української мови. Товариство також мало на меті відкрити «Гимнастично-Спортивне коло», яке за браком помешкання не було відчинено, а кошти було передано Товариству «Січ».
До складу правління кооперативу «Батьківщина» входили: Голова Костянтин Вротновський-Сивошапка, заступник голови Т. Падалка, секретарем Міх. Бондаренко, скарбник Деркач, діловод Рожко, член правління Самойлович. В склад ревізійної комісії входили: полковник Самсон Хілобоченко, Кох і Безкоровайний.
Товариство інформувало про свою діяльність та наміри у тогочасній пресі, наприклад, наступним чином:
Газета "Відродження" (Київ), № 47 від 13 (26) травня 1918, стор. 6
Газета "Відродження" (Київ), № 65 від 5 (18) червня 1918, стор. 7
На пароплав запрохано оркестра і хора.

Газета "Відродження" (Київ), № 101 від 19 липня (1 серпня) 1918, стор. 4
Газета "Відродження" (Київ), № 112 від 1 (14) серпня 1918, стор. 4
Газета "Відродження" (Київ), № 115 від 4 (17) серпня 1918, стор. 4
Газета "Відродження" (Київ), № 119 від 10 (23) серпня 1918, стор. 3
Газета "Відродження" (Київ), № 121 від 12 (25) серпня 1918, стор. 4
Військове товариство "Батьківщина* має утворити "Гимнастично-Спортивче Коло", до організації якого запрошено відомого в петроградських спортивних колах полковника Сарновського.

У цій справі багато вже зроблено: по підписним листам робляться збори коштів, які дали вже, коло 2.000 карбованців; надруковано "тимчасову і інструкцію гимнастично-спортивного кола українського військового т-ва "Батьківщина", членські картки і відозву, як вступати до "Гимнастично-Спортивного кола" членами.

Газета "Відродження" (Київ), № 129 від 23 серпня (5 вересня) 1918, стор. 8
13 жовтня має дебютувати в залі Інтимного театру.

Поставлені будуть патріотичні І народні пісні. У концерті беруть участь оперні артисти: Микиша, Стешенко й инші.

Газета "Відродження" (Київ), № 155 від 26 вересня (9 жовтня) 1918, стор. 7
Чистий прибуток з концерту призначається на фонд по збудуванню о пам'ятника батькові україн. пісні М. В. Лисенкові.

В концерті беруть участь: кобзарі, артисти опери Микиша, Стешенко і инш. В програмі хору — патріотична й народня пісня з творів Лисенка, Кошиця й Стеценка. У кобзарів — історична й побутова пісня. У солистів — художня й народня пісня.

Газета "Відродження" (Київ), № 156 від 27 вересня (10 жовтня) 1918, стор. 6
Т-во Батьківщина прохає оголосити слідуюче:

"В зв'язку з ріжноріднями замітками й статтями в пресі, направленими проти вкраїнського військового т-ва "Батьківщина". рада т-ва, не вважаючи себе в праві замовчувати про спричинені тими замітками і статтями ненегативні наслідки, скликала загальні збори членів т-ва й прохала призначити контрольно-ревізійну комисію для всебічного з'ясування всієї діяльности т-ва з дня його заснування.

Першим гаслом до ворожих проти т-ва статтей було оголошене в газеті "Нова Рада" повідомлення центр. комит. партії с.с. Рада т-ва ж безпосередньо після появлення цієї замітки одержала устне запевнення з боку ц. к. п. с. с. про очевидне непорозуміння заазначеною заміткою і суб'єктивно цілковито була задоволена тим запевненням, але по обставинам  пильнування широких громадських інтересів не мала змоги заявити про це в пресі.

Нині, ц. к. п. с. с. сам помістив в газеті "Відродження" ч. 153 пояснення, котре він не міг по незалежних від ради т-ва "Батьківщина" умовах помістити зараз після появлення вище згаданої замітки.

Довга полеміка з т-вом "Молодий Театр" привела врешті-решт до писаного запевнення правління "Молодого Театру" що з боку радь т-ва "Батьківщина" воно в нічим не зустрічало ворожого до себе відношення, як що-ж і були які небудь непорозуміння та неприємності, то лише з поодинокими членами т-ва "Батьківщина", що діяли від себе, а не по уповноваженню ради т-ва "Батьківщина".

Всі приватні претензії поодиноких осіб, з причини ріжнородних слухів і розмов про зловживання в господарському житті т-ва також буди розглядені згаданою контрольно ревізійною комисією.

В результаті, по оголошенню протокола контрольно-ревизійної комисії на засіданню загальних зборів членів т-ва "Батьківщина" 1 жовтня, рада, у дійсному в день загальних зборів складі, поставила питання про довірря як в цілому, так і у відношенню кожної особи згадано о складу зокрема і одержала вислів повного довірря від загальних зборів член в т-ва.

В теперішній час доповнена до визначеного статутом числа член в рада т-ва вважав своїм обов'язком перед українським громадянством довести до його відома, що в майбутній своїй діяльности т-во зостається, як організація - військового характеру, абсолютно аполітичною, своїм завданням ставить економічну взаємопоміч як бувшим, так і теперішнім, старшинам і козакам та культурно-просвітнє підготовляння патріотичній вояків майбутньої національної української армії.

Газета "Відродження" (Київ), № 159 від 30 вересня (13 жовтня) 1918, стор. 6
Товариство влаштовувало патріотичні акції. Для прикладу нею було організовано богослужінні в пам'ять річниці смерті Гетьмана Івана Мазепи біля стін Софійського собору у Києві. Зберігся наступний опис події:
ЦДАВО України. – Ф.1216. – Оп.1. – Спр. 70. – Арк. 124 (із зв.). // А.П.Гриценко, О.Й.Щусь. Хроніка 1918
Ів. Мазепи.

Сталось чудо: ганебне слово "анатема" — перетворилось в лагідні згуки молитви...

Під ласкавим усміхом сонця залунало — "Со святими упокой"…

Два з половиною століття висіло офіціяльне прокляття над могутнім Іменем великого борця за волю I державність України І нарешті в ограді того храму, де колись славні лицарів України благословляли на завзяту боротьбу з ворогами вітчизни залунало святе слово правди.

Український народ віддав повинне своєму борцеві — лицарю.

Це друга панахида по гетьманові Мазепі з дня революції в Росії.

Перша одбулася торік з день смерти Ів. Мазепи, на фронті, в Богданівському полку по ініціятиві першого командира цього полку — Ю. Капкана — в селі Розсохівцях (в Галичині).

Вчорашній день жалоби зібрав багато з тих, кому дорогі інтереси Української Держави, а також і тих, хто першим виступив на арену визволення отчини, тут були перші керовники украінського руху, найулюбленіші сини України, але не було тих, яким І не варто було бути, бо їх тут не ждали...

Тут, на майдані святої Софії із уст тих, які два з половиною століття невільно анатемували найкращого сина України, вперше почули ми правдиве слово — слово серця і душі...

Українським військовим т-вом "Батьківщина" вже кілька день оголошувалося в київських часописах гро те, що рада "Батьківщини" кличе усіх вірних синів України прийти 10 го липня, о 12 год. дня до храму св. Софії, помолитись за душу великого страдника народнього гетьмана Івана Мазепу.

"Всіх, хто родився під рідною стріхою, у кого на устах бренить рідна мова, кому дорога воля й доля відчизни, кому болить душа від наруги надо всім, що святого для українського почуття, рада закликає прийти до храму св. Софії, і навколюшках Бога благати о прощенні тим нерозумним хто не став поруч з великим гетьманом в оборону прав українського народу".
На заклик ради "Батьківщини", вчора відбулась урочиста панахида по борцеві за самостійну Україну гетьманові Ів. Мазепі і по всіх тих українських патріотах, що полягли на полі під Полтавою 27 го червня 1709 року.

Коло собору св. Софії в 11 год. 15 хвилин.

Початок панихиди призначено рівно в 12 год. Дня, але з початку 12 години, коло собору, в дворищі і на площі Богдана Хмельницького, вже стоять гуртки громадян, що прийшли на панахиду.

Гуртки з національними прапорами що хвилі прибувають до собору. 

Копо самої брами собору гурток українців побачив, що на гарцуючому старшому міліціонерові, московська кокарда, почав кричати, аби він негайно зняв її. Окремі голоси кричать: з московськими кокардами геть в Москву! В цей мент до міліціонера — старшини підійшов німецький старшина генерального штабу і, дознавшись про те, що непорозуміння виникає з за московської кокарди, звелів йому негайно ж її зняти, шо той і зробив. На цьому непорозуміння й скінчилось.

Між жовто — блакитними прапорами, один прапор чорними смужковими написами: "Вічна пам'ять борцям, загинувшим за волю України" яскраво відріжняьться від решти прапорів.
Громадяне, дивлючись на цей жалобний прапор, хрестяться і де хто плаче.

За 10 хвилин до 12 год. члени "Батьківщини", з жовто — блакитною стрічкою на лівому рукаві, починають закликати громадянство до двірища собору, на панахиду.

З огляду на те, що в самому храмові усі не вмістилися б, вирішено було відправить панахиду під відкритим небом.

Громадяне цивільні, військові й жінки, що хвилі прибувають до двірища.

Чота школи підстаршин допомагає утворити поміж громадянами прямокутник, де мають стояти священики й хор.

Промова свящ. Крамаренка і початок панахиди.

О 12 год. 10 хвилин, а собору вийшли панотці, на чолі з владикою Назарієм, єпископом Черкаським.

Перед початком панахиди, от. Крамаренко бере слово для короткого з'ясування трагичного в життю українського народу дня — 27 червня 1709 року.

Промова от. Крамаренка.

"Боголюбиві брати і сестри! Сьогодняшній день — є трагичний день Українського народу! В сьогодняшній день, більш як 200 рок в тому назад, була перемога під Полтавою — перемога Петра над Іваном.

Великий гетьман Іван Мазепа після цієї перемоги мусив залишити свій край і доконати своє життя на чужині! Великий патріот Іван Мазепа церквах, які він сам будував на Україні, — в цих же церквах його москалями було проклинано протягом більш як 200 років, яко зрадника! Гетьмана Івана Мазепу, яко зрадника віддано було Москвою до анатеми.
Хто ж в їх був зрадником?

Чи той, хто захищав свій народ від ворога, — чи той, хто йшов нищити цей народ?

Ні, брати, Іван Мазепа не був зрадником українського народу, а зрадником був той, хто поневолив наш народ!

Петра не віддавали до анатеми, бо «сила була на боці його, яко переможця!

Щастя України і її незалежність ще не збудовані І багато ще пройдеться нам, брати, боротись за це!

Будьмо ж вірними синами своєї матері України!

Даваймо боротись доти, аж поки не будуть осягнені мрії нашого Великого Івана!

Знаючи скільки наших полягло під Полтавою, знаючи про те, як тяжко було Іванові Мазепі бачити руйнування свого рідного народу, ми не можемо не сказати: "Со святими упокой!"…
Після промови от. Крамаренка, владикою Назарієм, епіскопом Черкаським, було почато панихиду.

На панахиді співав 1 й Український національний хор, під орудою композитора Стеценка.

Перед хором, дві панночки в українському убранні, тримали портрет Івана Мазепи, обвитий рушником з червоними квітками.

Дворище собору св. Софії не могло вмістити охочих, позаяк на панахиді було до 10000 чоловік. Хто не міг вже просунутись до дворища, той сидів на парканах і деревах: сила була громадян і навколо соборських стін.

Перед співанням: "вічна пам'ять", військовим п. о Матіюком, була сказана промова.

Промова військового п. о Матіюка.

Рідні сини!

Ми зібрались сюди не тільки помолитись, а й згадати свого Батька!

Досить того, шо ми були в занепаді! Згадаймо ті хвилини, коли нашому Батькові було заборонено жити на своїй землі!

Вже багато років пройшло з того часу, коли ми були поневолені. Боротьба йшла, йде й буде йти!

Не так давно в цьому самому храмові, змагалися: "Ще не вмерла Україна" і "Боже царя храні"...

Проспіваймо ж Іванові Мазепі "вічну пам'ять!"...

Помолимся Господу Богові, аби Він допоміг нам любити свою Неньку Україну!

Любити своє рідне, не значить — ненавидить чуже, — закінчив п. о. Матіюк.

Після промови от. Матіюка, було побожисто проспівано 1 раз "вічна пам'ять". В цей мент усі присутні стали навколюшки.

Після панахиди.

По скінченню панахиди, п.п. отці пішли до собору.

Представник т ва "Батьківщина", звертаючись до присутніх, заявив, що урядом ходити з прапорами по вулицях заборонено, а через те просив громадян йти по домам, без пісень.

Ледве він сказав це, як з присутніх почали кричати: "Ще проспіваймо вічну пам'ять, — треба тричі, а не раз!".

Знов становляться усі навколюшки і вкупі з хором співають "вічну пам'ять", потім Заповіт, Ще не вмерла Україна.

Представник "Батьківщини" знов просить розійтись, але даремно.

Присутні групами співають Заповіт, Ще не вмерла Україна і Не пора, не пора москалеві й ляхові служити, — і довго не розходяться.

За піснями що — хвилі лунало: "Слава"! "Слава"!

Було улаштовано імпровізаційне віче, ка якому д. Отамановський вніс пропозицію, яка була одноголосно ухвалена усіма присутніми.

Пропозиція д. Отамановського.

Всенародне Українське віче, зібравшись біля катедри св. Софії в жалібні 209 роковини ухвалило:

1) Перенести з чужини до своєї столиці останки Петра Дорошенка, Івана Мазепи, та Пилипа Орлика,
і поховати Івана Мазепу в катедрі св. Софії поруч з домовиною Ярослава Мудрого,
Газета "Відродження" (Київ), № 84 від 28 червня (11 липня) 1918, стор. 3
Одразу після Листопадового чину у Львові товариство організувало збройну та іншу допомогу українцям-галичанам:
Настав останній час. На Вкраїну, як та галіч насуваються зо всіх боків вороги. Ми мусимо негайно взяти в руки зброю і з зброєю в руках або померти, або добути волю нашому народу. Ви знаєте, що робиться в Галичині. Нема чого чекати ні помочі, ні поради нам не буде ні від кого. Згадайте, милі браття, як недавно, тут над Дніпром в тяжку гдину всі галичане-вояки і просто горожане брати й сестри разом до зброї стали і спасли від смерти не тільки тисяча людей, а й саму державу... Згадайте поміч їх весь час в будові України. Прийшла черга до нас. Ми мусимо віддячити не словом, не хвальбою, а виступом фактичним, зі зброєю в похід. Отож, брати, не гайте часу, записуйтесь найшвидше в охочі полки, а ви землі козачої краса, найкращі сестри, записуйтеся в сестри «Червоного хреста!

Газета "Відродження" (Київ), № 181 від 27 жовтня (9 листопада) 1918, стор. 1